# Vladimír Válek
Vladimír Válek (2. září 1935 Nový Jičín – 16. února 2025) byl český dirigent.

## Život
Po studiích hry na pozoun a violu na kroměřížské konzervatoři studoval dirigování u Ľudovíta Rajtera na VŠMU v Bratislavě, později pokračoval ve studiu dirigování na pražské AMU. V roce 1970 založil Dvořákův komorní orchestr, kde působil nejen jako hráč ale i jako umělecký vedoucí tohoto hudebního tělesa.
Dne 28. října 2010 získal Medaili Za zásluhy v oblasti kultury.

## Dirigentská kariéra
- 1966–1974 šéfdirigent symfonického orchestru Armádního uměleckého souboru Víta Nejedlého
- 1969–1971 druhý dirigent Severočeské filharmonie v Teplicich[3]
- 1975–1986 dirigent Symfonického orchestru hlavního města Prahy FOK
- 1985–2011 šéfdirigent Symfonického orchestru Československého rozhlasu
- 1996 dirigent České filharmonie
- 2000 hlavní hostující dirigent symfonického orchestru v Ósace
- 2004–2007 šéfdirigent Slovenské filharmonie